# Aulouste
L'Aulouste ou Aulouse est un ruisseau du sud de la France, dans la région Occitanie, dans le département du Gers, affluent du Gers (rive droite), et donc sous-affluent de la Garonne.

## Géographie
De 20,6 km de longueur, l'Aulouste prend sa source sur la commune de Montaut-les-Créneaux. Il se jette dans le Gers à Gavarret-sur-Aulouste

## Département et communes traversés
Dans le seul département du Gers, il traverse 7 communes:
Sainte-Christie, Montaut-les-Créneaux, Nougaroulet, Mirepoix, Crastes, Montestruc-sur-Gers, Gavarret-sur-Aulouste.

## Affluents
- - le ruisseau de la Gangouille, 7,6 km.
  - le ruisseau d'en Sicard, 4,7 km.
  - le ruisseau d'en Baylies, 3,9 km.
  - le ruisseau du Serrot, 3,3 km.
- le ruisseau de Barraque, 3,3 km.